# La Plana (Vila-seca)
La Plana és una entitat de població que pertany al municipi de Vila-Seca, a la província de Tarragona. L'any 1994 tenia 564 habitants. Està ubicada en un punt mitjà entre les poblacions de Reus i de Vila-seca.

## Origen

### Parcel·lació
Podem parlar de dos moviments. El primer tingué lloc als anys cinquanta. L'Oficina concessionària La Floresta, va adquirir uns terrenys al barri per parcel·lar-los. El sistema era el següent, per la compra de productes en unes determinades botigues, rebien vals de 10 pessetes, que servien per adquirir un terreny de la parcel·lació. Així, s'abaratia la compra i a la gent li resultava molt senzill adquirir un petit terreny.
El segon moviment, tingué lloc més endavant, cap als anys 60. Concretament, l'any 1959, el senyor Joan Pujol i Ferré i la seva dona, Josefina Masip Calvet, van adquirir la finca Mas Colom, que tenia un pou de tràfec ple de runa, i un refugi de l'aeroport de Reus, construït l'any 1937. Ells van iniciar la parcel·lació, venent terrenys de 140 quadrats, pels que es pagaven unes 12.000 pessetes. D'aquestes, 1.000 pessetes, s'havien de pagar al comptat, i la resta en quotes de 150 pessetes, el dia 13 de cada mes. El senyor Pujol, a banda de vendre les parcel·les als nouvinguts, també els servia els materials de construcció i els facilitava el pagament, perquè poguessin construir els habitatges còmodament. A més podien fer servir l'aigua del pou de la finca matriu durant un any. També tenien l'opció d'obrir un pou destinat exclusivament a la seva parcel·la, però estava prohibit vendre aquesta aigua o arrendar-la. No va ser fins a finals dels anys vuitanta, que s'establí una xarxa d'aigua i clavegueram per tot el barri.
Pel que fa a la llum, l'enllumenat públic al carrer es va instal·lar als anys seixanta.

### Els primers habitants
L'origen dels primers habitants de la Plana és divers, com també les causes que l'originaren. Els primers que van arribar, allà cap als anys 50, provenien de Reus, i d'altres municipis propers. Per aquests primers pobladors, aquesta parcel·la es convertia generalment en una segona residència, on passar les vacances i els caps de setmana. Posteriorment, als anys 60, van començar a arribar persones provinents del sud peninsular, atrets per la prosperitat econòmica de les comarques tarragonines.

### Els serveis

#### L'Església
El dia 24 de juny de 1973, amb el mossèn Josep Asens com encarregat de l'ofici religiós al barri, es va inaugurar l'església de la Plana, consagrada a Sant Joan, en record de Joan Pujol i del seu fill. Els terrenys de l'església van ser, la meitat regalats per la família Pujol Masip, i l'altra meitat comprats per l'arquebisbat.

#### L'Escola
La primera persona que va impartir classe a la Plana, va ser Nativitat Borràs, que es va dedicar a cuidar nens a casa seva, convertint-la en una mena de llar d'infants. Aquesta tasca fou continuada per la seva filla, Nativitat Colea, que es va fer càrrec de bastants infants de tot el barri. Posteriorment, Amparo Grau Nogués i el seu marit, que vivien en una caseta a prop de la via fèrria, van instal·lar una mena d'escola a casa seva, i després en uns baixos, de manera gratuïta.
L'Arribada del mossèn Asens va suposar per la parròquia finalment, l'impuls necessari per a l'educació del barri, ja que cap a l'any 1978, es van començar a impartir classes a l'actual Centre Cívic, al carrer Almeria.
Al començament, aquestes aules eren considerades una extensió de l'escola Torroja i Miret de Vila-Seca. Actualment és una entitat destacada del barri, i funciona com un centre social permanent, al que els ciutadans acudeixen per consultar qualsevol qüestió administrativa. A més l'escola disposa d'una Biblioteca, que té servei de préstec tant pels alumnes del centre, com per la resta d'habitants del barri.

## Entitats i associacions
- Ampa Escola la Plana
- Associació de dones de la Plana
- Associació de jubilats de la Plana
- Associació de veïns de la Plana
- Club Petanca la Plana

## Equipaments
- Pista poliesportiva
- Centre cívic i cultural
- Consultori mèdic
- Escola La Plana[6]
- Esplai de la Gent Gran
- Biblioaccés
- Església